# Bangladeschische Badminton-Mannschaftsmeisterschaft
Bangladeschische Mannschaftsmeisterschaften im Badminton werden seit 1986 ausgetragen. Es finden getrennte Wettbewerbe für Männer und Frauen statt.

## Herren
| Saison    | Meister                   | Vizemeister               |
| --------- | ------------------------- | ------------------------- |
| 1986      | Mohammedan Sporting Club  | Biman Bangladesh Airlines |
| 1987      | Mohammedan Sporting Club  | Biman Bangladesh Airlines |
| 1988      | Mohammedan Sporting Club  | Surjotorun Club           |
| 1990      | Mohammedan Sporting Club  | Surjotorun Club           |
| 1994      | Mohammedan Sporting Club  | Biman Bangladesh Airlines |
| 1997      | Biman Bangladesh Airlines | Mohammedan Sporting Club  |
| 1999      | Surjotorun Club           | Biman Bangladesh Airlines |
| 2004      | Biman Bangladesh Airlines | Grameen Phone             |
| 2007      | Biman Bangladesh Airlines | Gulshan Sporting Club     |
| 2008      | Biman Bangladesh Airlines | Knit Concern              |
| 2009 2024 | keine Daten               | keine Daten               |

## Damen
| Saison    | Meister                   | Vizemeister              |
| --------- | ------------------------- | ------------------------ |
| 1986      | Dhaka Badminton Club      | Mohammedan Sporting Club |
| 1987      | Biman Bangladesh Airlines | Surjotorun Club          |
| 1988      | Biman Bangladesh Airlines | Surjotorun Club          |
| 1990      | Biman Bangladesh Airlines | Mohammedan Sporting Club |
| 1994      | Biman Bangladesh Airlines | Surjotorun Club          |
| 1997      | Biman Bangladesh Airlines | Surjotorun Club          |
| 1999      | Biman Bangladesh Airlines | Surjotorun Club          |
| 2004      | Biman Bangladesh Airlines | Surjotorun Club          |
| 2007      | Biman Bangladesh Airlines | Tejkunipara Cria Songho  |
| 2008      | Biman Bangladesh Airlines | Surjotorun Club          |
| 2009 2024 | keine Daten               | keine Daten              |